# Dziewiątkowicze (gmina)
Dziewiątkowicze (do 1926 Marjińska) – dawna gmina wiejska istniejąca do 1939 roku w woj. nowogródzkim (obecnie na Białorusi). Siedzibą gminy były Dziewiątkowicze (60 mieszk. w 1921 roku), a następnie Trybuszki (143 mieszk. w 1921 roku).
Gmina Dziewiątkowicze powstała 17 lutego 1926  roku w powiecie słonimskim w woj. nowogródzkim, w związku z przemianowaniem gminy Marjińskiej na Dziewiątkowicze. 1 kwietnia 1929 roku do gminy Dziewiątkowicze przyłączono część obszaru gminy Żyrowice, natomiast część obszaru gminy Dziewiątkowicze włączono do gminy Miżewicze.
Po wojnie obszar gminy Dziewiątkowicze wszedł w struktury administracyjne Związku Radzieckiego.